# Liste der Stolpersteine in Leun
Die Liste der Stolpersteine in Leun enthält alle Stolpersteine, die im Rahmen des gleichnamigen Projekts von Gunter Demnig in Leun verlegt wurden. Mit ihnen soll an Opfer des Nationalsozialismus erinnert werden, die in Leun lebten und wirkten. Alle Stolpersteine liegen im Ortsteil Biskirchen.

## Biskirchen
| Adresse                              | Verlege- datum | Person, Inschrift | Bild                                            | Anmerkung |
| ------------------------------------ | -------------- | --- | ----------------------------------------------- | --------- |
| Auweg 1, Biskirchen ·                | 31. Aug. 2013  | Hier wohnte Gertrud Kahn geb. Kahn Jg. 1919 deportiert 1942 Sobibor ermordet                                                  | Stolperstein in Biskirchen Gertrud Kahn         |           |
| Auweg 1, Biskirchen ·                | 31. Aug. 2013  | Hier wohnte Leopold Kahn Jg. 1886 deportiert 1942 Sobibor ermordet                                                            | Stolperstein Biskirchen Leopold Kahn            |           |
| Auweg 4, Biskirchen ·                | 31. Aug. 2013  | Hier wohnte Adolf Eichenwald Jg. 1893 'Schutzhaft’ 1938 Buchenwald ermordet 21.11.1938                                        | Stolperstein in Biskirchen Adolf Eichenwald     |           |
| Auweg 4, Biskirchen ·                | 31. Aug. 2013  | Hier wohnte Charlotte Eichenwald geb. Jacob Jg. 1892 deportiert 1942 Theresienstadt tot 1942                                  | Stolperstein in Biskirchen Charlotte Eichenwald |           |
| Auweg 4, Biskirchen ·                | 31. Aug. 2013  | Hier wohnte Helmut Eichenwald Jg. 1922 deportiert 1942 ermordet in Majdanek                                                   | Stolperstein in Biskirchen Helmut Eichenwald    |           |
| Friedrichstraße 9, Biskirchen ·      | 31. Aug. 2013  | Hier wohnte Rosa Seligmann geb. Wolf Jg. 1905 deportiert 1942 Sobibor Majdanek ermordet                                       | Stolperstein Biskirchen Rosa Seligmann          |           |
| Dorfplatz, Schulstraße, Biskirchen · | 31. Aug. 2013  | Hier wohnte Isidor Heymann Jg. 1905 'Schutzhaft’ 1938 Buchenwald ermordet 6.11.1944 Dachau                                    | Stolperstein in Biskirchen Isidor Heymann       |           |
| Dorfplatz, Schulstraße, Biskirchen · | 31. Aug. 2013  | Hier wohnte Jakob Heymann Jg. 1909 deportiert 1942 Sobibor Majdanek ermordet                                                  | Stolperstein in Biskirchen Jakob Heymann        |           |
| Dorfplatz, Schulstraße, Biskirchen · | 31. Aug. 2013  | Hier wohnte Auguste Heymann geb. Heymann Jg. 1886 unfreiwillig verzogen Frankfurt deportiert 1942 Theresienstadt tot 2.4.1942 | Stolperstein in Biskirchen Auguste Heymann      |           |
| Dorfplatz, Schulstraße, Biskirchen · | 31. Aug. 2013  | Hier wohnte Hedwig Neter geb. Heymann Jg. 1906 deportiert 1942 Raasiku ermordet                                               | Stolperstein Biskirchen Hedwig Neter            |           |
| Dorfplatz, Schulstraße, Biskirchen · | 31. Aug. 2013  | Hier wohnte Semi Neter Jg. 1942 deportiert 1942 Raasiku ermordet                                                              | Stolperstein Biskirchen Semi Neter              |           |
| Dorfplatz, Schulstraße, Biskirchen · | 31. Aug. 2013  | Hier wohnte Zilla Neter Jg. 1939 deportiert 1942 Raasiku ermordet                                                             | Stolperstein Birkirchen Zilla Neter             |           |
| Schulstraße 6, Biskirchen ·          | 31. Aug. 2013  | Hier wohnte Ludwig Albert Jakob Jg. 1879 'Schutzhaft’ 1938 Buchenwald ermordet 15.12.1938                                     | Stolperstein in Biskirchen Ludwig Albert Jakob  |           |
| Schulstraße 6, Biskirchen ·          | 31. Aug. 2013  | Hier wohnte Julie Julia Jakob geb. Schnook Jg. 1884 deportiert 1942 Sobibor Majdanek ermordet                                 | Stolperstein in Biskirchen Lulie Lulia Jakob    |           |
| Weilburger Straße 9, Biskirchen ·    | 31. Aug. 2013  | Hier wohnte Kurt Siegmund Manasse Jg. 1925 deportiert 1942 Sobibor Majdanek ermordet                                          | Stolperstein Biskirchen Kurt Siegmund Manasse   |           |
| Weilburger Straße 9, Biskirchen ·    | 31. Aug. 2013  | Hier wohnte Irma Jenny Manasse geb. Liebermann Jg. 1897 deportiert 1942 Sobibor ermordet                                      | Stolperstein Biskirchen Irma Jenny Manasse      |           |
| Weilburger Straße 9, Biskirchen ·    | 31. Aug. 2013  | Hier wohnte Max Manasse Jg. 1865 deportiert 1942 Theresienstadt tot 29.12.1942                                                | Stolperstein Biskirchen Max Manasse             |           |
| Weilburger Straße 9, Biskirchen ·    | 31. Aug. 2013  | Hier wohnte Moritz Manasse Jg. 1898 deportiert 1942 Sobibor Majdanek ermordet                                                 | Stolperstein Biskirchen Moritz Manasse          |           |